# Мухлиніна
Мухли́ніна (рос. Мухлынина) — присілок у складі Каменського міського округу Свердловської області.
Населення — 70 осіб (2010, 61 у 2002).
Національний склад станом на 2002 рік: росіяни — 95 %.